# Синанче (муниципалитет)
Синанче́ (исп. Sinanché) — муниципалитет в Мексике, штат Юкатан, с административным центром в одноимённом посёлке. Численность населения, по данным переписи 2010 года, составила 3126 человек.

## Общие сведения
Название Sinanché с майяйского можно перевести как: дерево скорпионов.
Площадь муниципалитета равна 134 км², что составляет 0,34 % от общей площади штата, а наивысшая точка — 8 метров над уровнем моря, расположена в поселении Чунхабин.
Он граничит с другими муниципалитетами Юкатана: на востоке с Йобаином, на юге с Мотулем, на западе с Тельчак-Пуэбло и Тельчак-Пуэрто, а на севере омывается водами Мексиканского залива.

## Учреждение и состав
Муниципалитет был образован в 1918 году, в его состав входит 5 населённых пунктов, самые крупные из которых:
| Код INEGI                  | Населённый пункт                                                                 | Численность населения (2005 год) | Численность населения (2010 год) |
| -------------------------- | -------------------------------------------------------------------------------- | -------------------------------- | -------------------------------- |
| 068                        | Всего                                                                            | 2972                             | 3126                             |
| 0001                       | Синанче (исп. Sinanché) 21°13′30″ с. ш. 89°11′06″ з. д. (административный центр) | 2429                             | 2563                             |
| 0003                       | Сан-Крисанто (исп. San Crisanto) 21°21′08″ с. ш. 89°10′18″ з. д.                 | 531                              | 551                              |
| 0006                       | Сан-Луис (исп. San Luis) 21°12′57″ с. ш. 89°12′59″ з. д.                         | 6                                | 6                                |
| 0010                       | Шитиб-Кануль (исп. Xitib Canul) 21°16′49″ с. ш. 89°10′53″ з. д.                  | —                                | 5                                |
| 0008                       | Чунхабин (исп. Chunhabín) 21°18′11″ с. ш. 89°09′48″ з. д.                        | —                                | 1                                |
| —                          | Прочие                                                                           | 6                                | —                                |
| Названия на карте Генштаба |                                                                                  |                                  |                                  |

## Экономика
По статистическим данным 2000 года, работоспособное население занято по секторам экономики в следующих пропорциях:
- сельское хозяйство и рыболовство — 52,3 %;
- торговля, сферы услуг и туризма — 31,7 %;
- производство и строительство — 15,1 %;
- безработные — 0,9 %.

## Инфраструктура
По статистическим данным 2010 года, инфраструктура развита следующим образом:
- протяжённость дорог: 38,8 км;
- электрификация: 97,5 %;
- водоснабжение: 95,6 %;
- водоотведение: 77,8 %.

## Достопримечательности
В муниципалитете можно посетить церковь Святого Бонавентуры, построенную в XVII веке, а также здание администрации.

## Фотографии

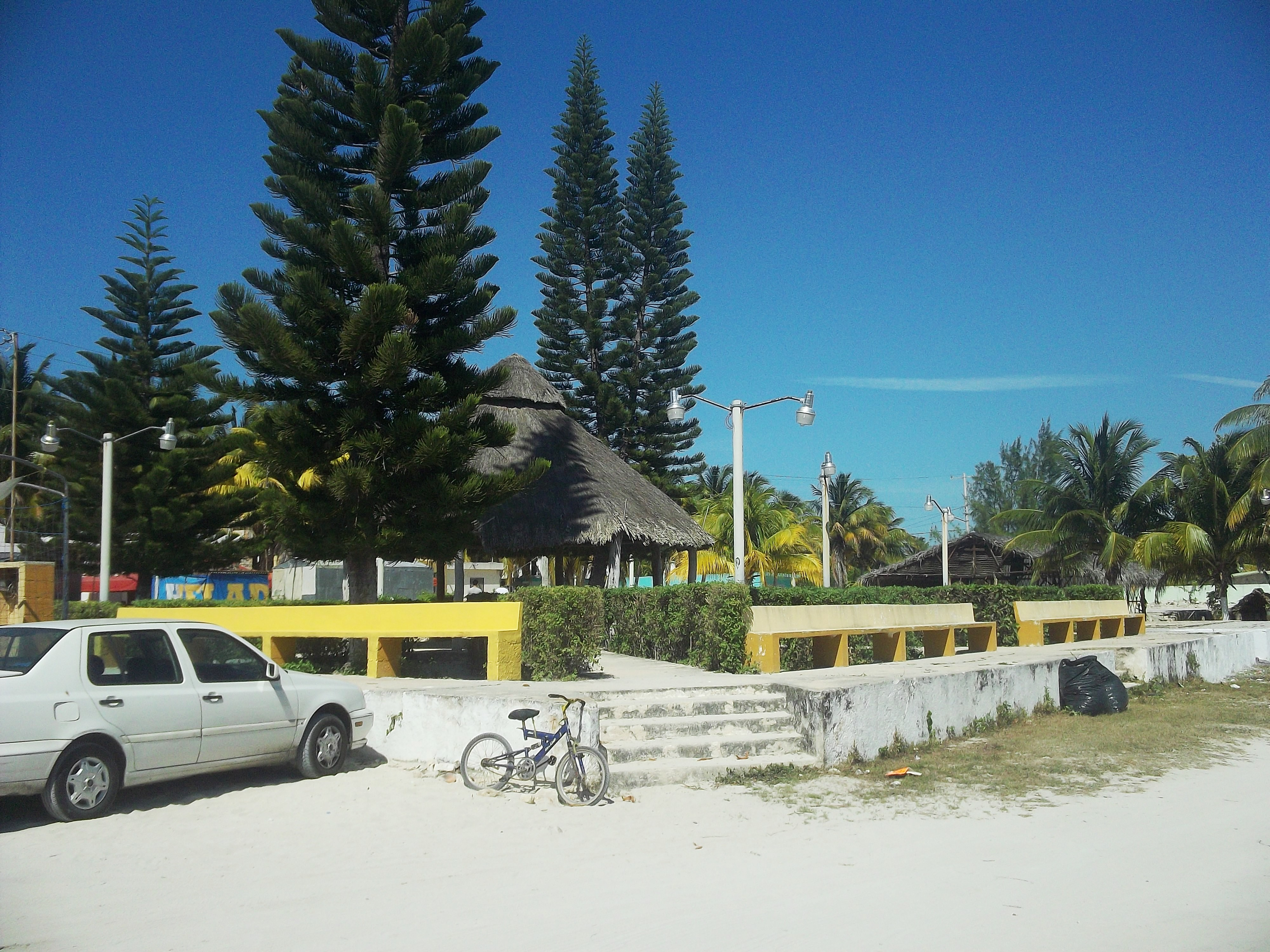
Центр Сан-Крисанто
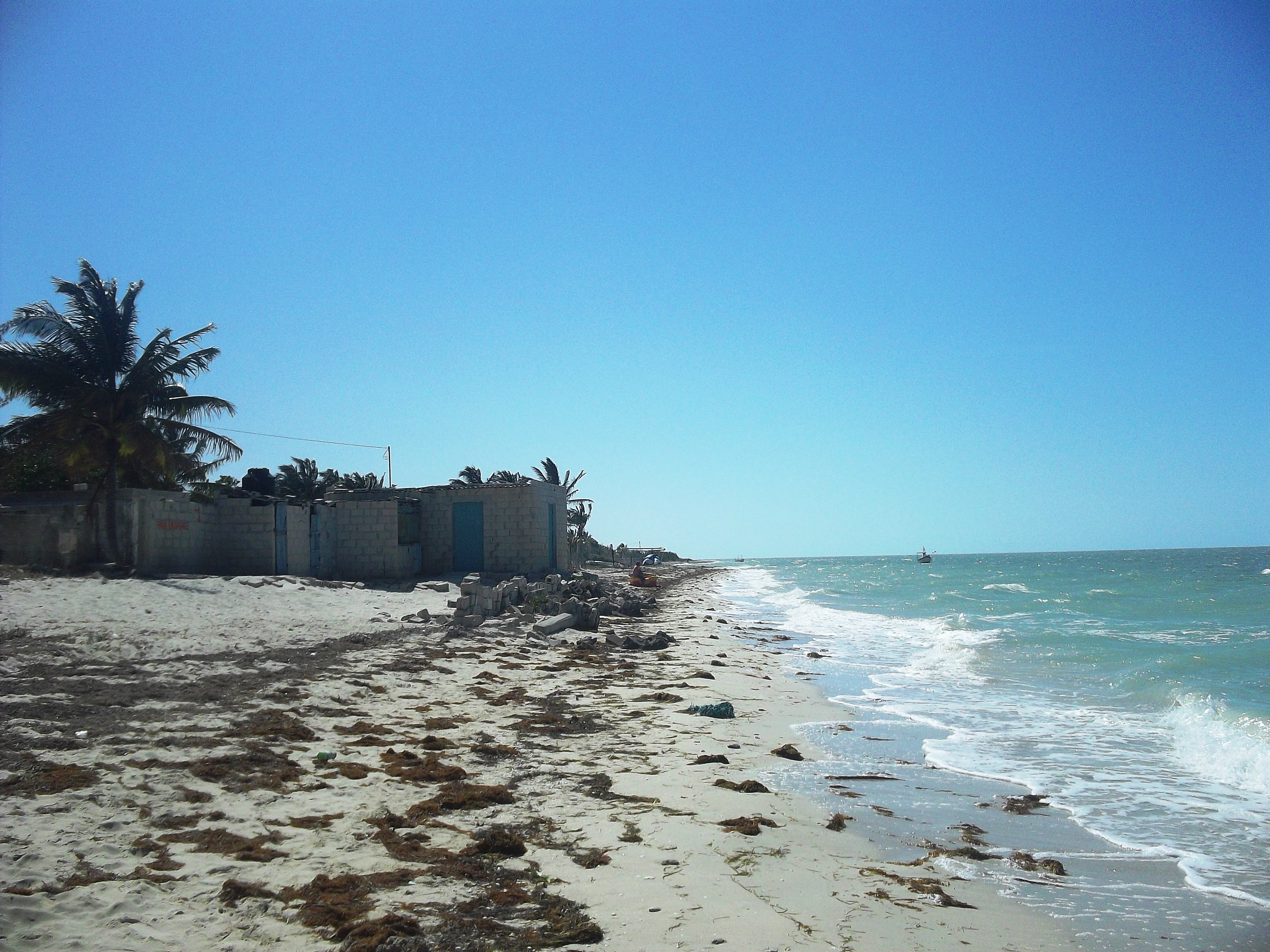
Побережье Мексиканского залива
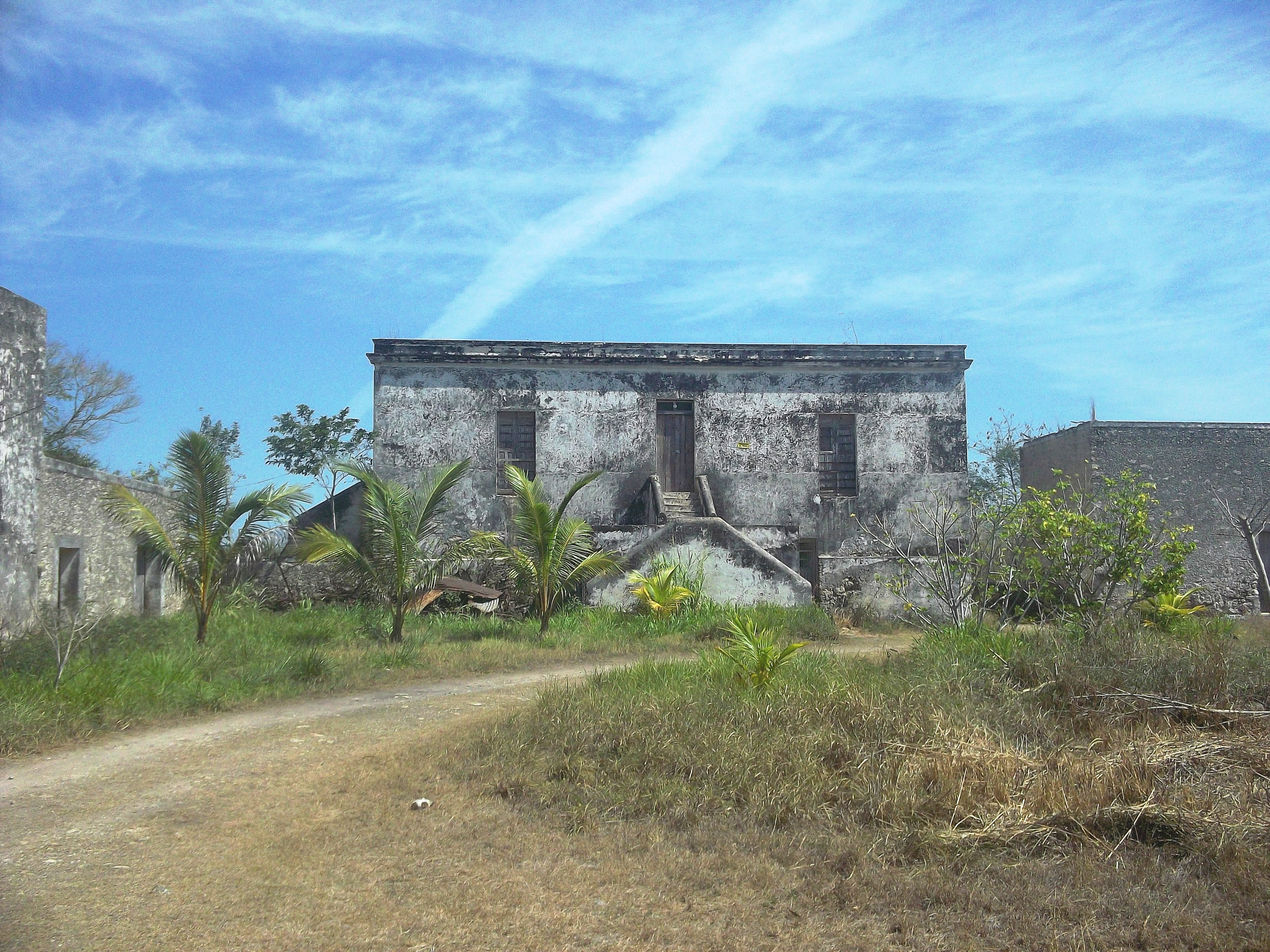
Бывшая асьенда Санта-Крус